# КУД „Моравац” Ћићевац
Културно уметничко друштво „Моравац” се бави очувањем традиције и културе, неговањем народног стваралаштва и едукацијом младих.

## Историјат
Најпре је настала Фолклорна секција под називом „Моравац”. Играла је игре из Србије, Буњевачке игре, Шопске игре... Милорад Мацић кореографије из КУД-а „Валтер”, а касније и АКУД-а „Бранко Крсмановић”, које су биле на вишем нивоу, успешно преноси у Ћићевац.
После 1955. године „Моравац” је већ био спреман за формирање, с обзиром на то да је један велики део омладине већ играо. Милорад Мацић био је носилац културног стваралаштва и културног живота Ћићевца све до 1957.
Предраг Поповић Баја, студент економије у Београду, наставља успешан рад фолклорне секције од 1957, као уметнички руководилац и кореограф секције. Био је члан АКУД-а „Шпанац” у Београду, одакле је пренео велики број кореографија у Ћићевац. Баја припрема терен за формирање новог културно-уметничког друштва, које ће, и после његове смрти ’87. године, умети да цени све што је за њега он, као први председник, урадио.
Интересовање за чланство у фолклорној и драмској секцији се повећава, те је оснивање КУД-а Моравац 1962. године логичан след правилног и успешног рада тадашњег руководства.
Драган Кркић (локални солиста) сведочи да је на оснивачкој скупштини он предложио име Моравац, док су други били за то да ново друштво добије име неког борца из Другог светског рата. Због семантике и популарности имена Моравац, овај предлог усвојен је одмах једногласно. Први председник тог новог друштва и уметнички руководилац био је Предраг Поповић–Баја.
Милан Живковић - Жужи поставио је све сплетове игара, јер је све до одласка на студије у Ниш вежбао у Шпанцу, па је све кореографије Бранка Марковића успешно пренео у Моравац. Помоћник му је био Вукадин Миленковић, за кога кажу да је био самоук, необразован, али, господин у сваком друштву и врло често и отац и мајка омладини Моравца, која му је поверавала своје проблеме и тражила савете.Сећају се да је Вукадин имао обичај да у пола прекине посао и остави недовршене олуке на некој кући, зато што су пробе и наступи Моравца у сваком тренутку били приоритет.
Душан Радосављевић - Ћук био је прво асистент Баји Поповићу, а потом  Жужију и Вукадину. Тврди да је Жужи био прави професионалац за рашчлањивање корака, а да су он и Баја умели то најбоље да одиграју. Радосављевић је играо у Шпанцу неколико година, пре него да постане асистент кореографа у Моравцу, где је, такође,  наступао по потреби. Умео је да потегне пут из Београда како би заменио неког члана прве играчке поставе Моравца.
У оквиру КУД-а „Моравац“ је врло успешно радила драмска и ликовна секција.
Кроз друштво је за све године постојања „прошло“ више стотина играча, музичара и солиста.

## Данас
КУД је активан и данас, окупља неколико десетина младих кроз дечји и омладински ансамбл, а своје делатности обавља као део установе културе, Народне библиотеке Ћићевац. Последњих 20 година “Моравац“ тренира Драган Симић, кореограф који врло успешно играчко умеће преноси на многобројне младе играче из Ћићевца и околине. У претходним годинама КУД „Моравац“ је наступао на многим фестивалима у земљи и иностранству, имао је самосталне наступе у Чешкој, Македонији, Бугарској, у многим градовима наше земље, као и у најпознатијим бањама Србије.
Од 2017.године у Ћићевцу су се поново окупили и постали активни бивши играчи „Моравца“ и других КУД-ова, сада под именом „Ветерани Моравца“.